# Busan-Geoje-Brücke
Die Busan-Geoje-Brücke, im englischen Sprachgebrauch als Busan – Geoji Fixed Link oder Geoga Bridge (kor. 거가대교) bezeichnet, ist eine mehrfeldrige Schrägseilbrücke, die die im Süden der koreanischen Hafenstadt Busan gelegene Halbinsel Gadeokdo mit der Geoje-Insel verbindet. Sie wurde nach einer Bauzeit von sechs Jahren am 13. Dezember 2010 eröffnet und führt über einen Küstenbereich der Koreastraße, die sich an das Japanische Meer anschließt. Die Brücke ist Teil der koreanischen Nationalstraße 58. Betreiber ist die Busan Metropolitan City.

## Konstruktion
Die 8,2 Kilometer lange Busan-Geoje-Brücke führt über eine maximale Wassertiefe von 30 Metern. Sie ist in jeder Richtung zweispurig angelegt und besitzt außerdem eine Notfallspur. Im Tunnelbereich wird eine Tiefe von 48 Metern erreicht. Bei starkem Wellengang liegt der tiefste Punkt zuweilen unter 50 Metern. Lediglich der Marmaray-Tunnel unter dem Bosporus in Istanbul ist mit einer Tiefe von bis zu 60 Metern unter dem Meeresspiegel noch tiefer (2021). Die Führung der am Bau beteiligten Firmen lag bei dem südkoreanischen Konzern Daewoo.  Um die Bauarbeiten zu erleichtern, wurden vielfach Fertigteile, die mit Schwimmkränen transportiert wurden eingesetzt. Für die Tunnelbereiche wurden beispielsweise bis zu 9600 t schwere Senkkästen (Caissons) eingesetzt. Außerdem wurden bis zu 2080 t schwere Träger verwendet. Die maximal 158 Meter hohen Pylone wurden ebenfalls von Schwimmkränen aus installiert.

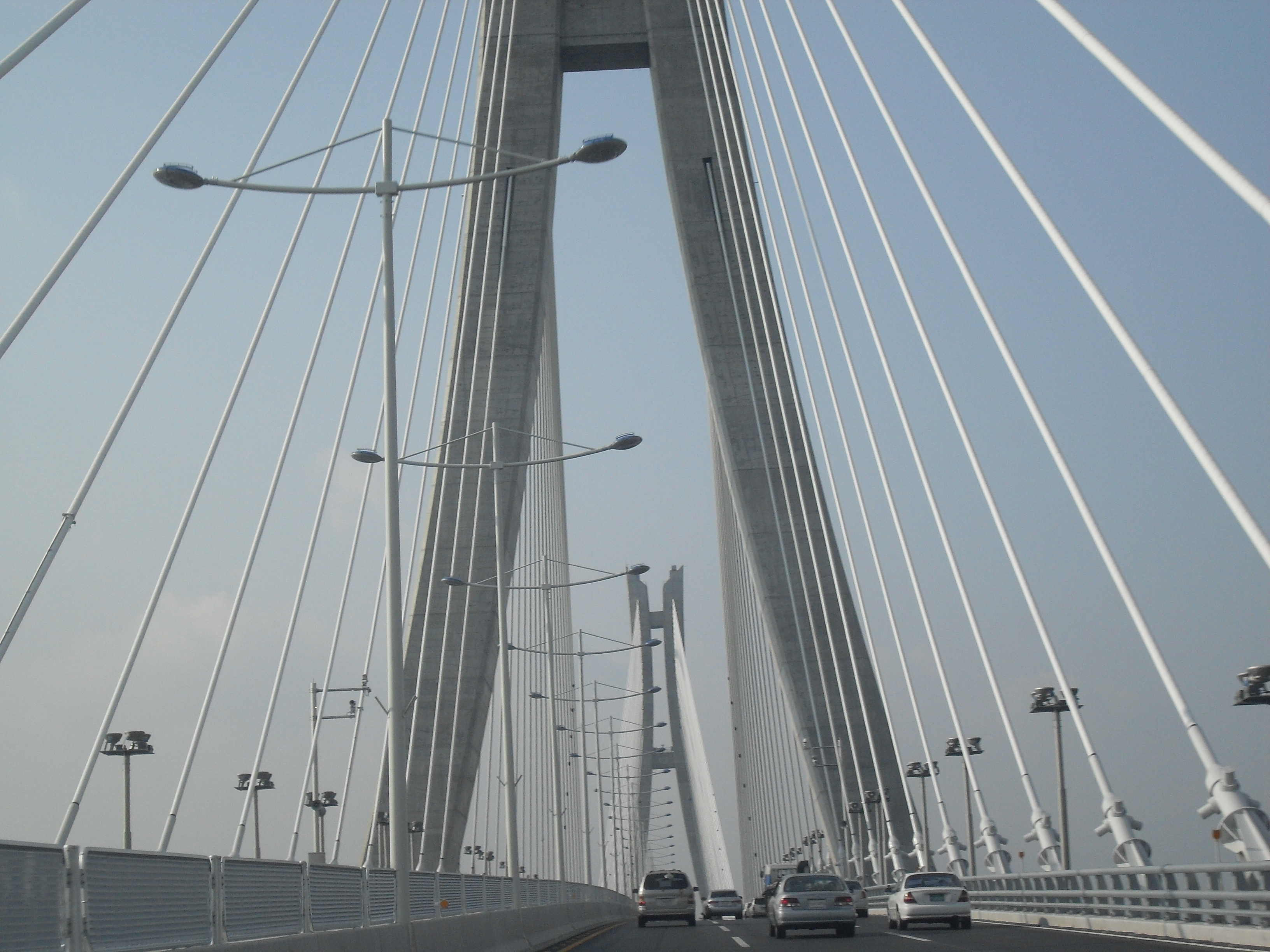
Pylone
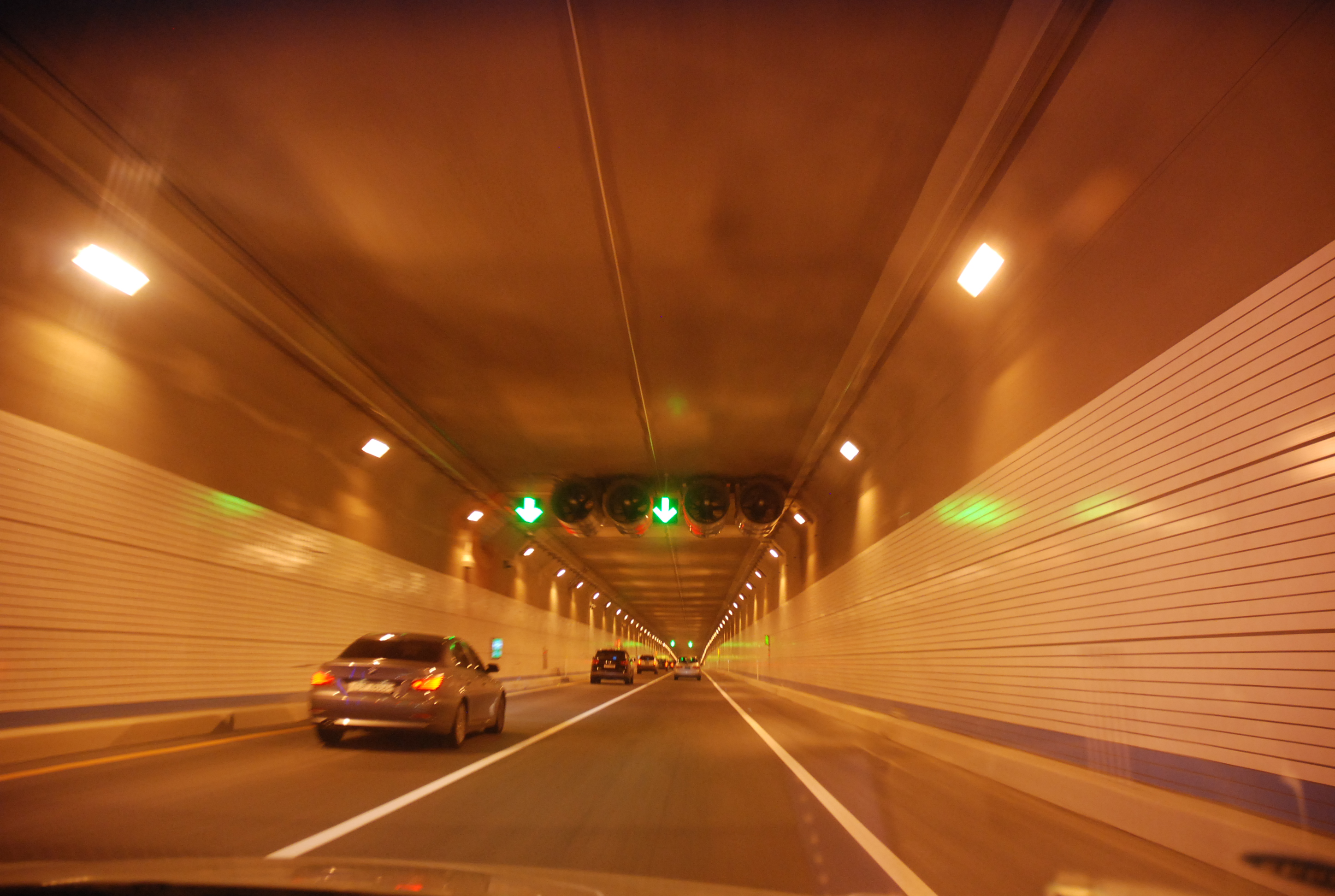
Tunnelabschnitt
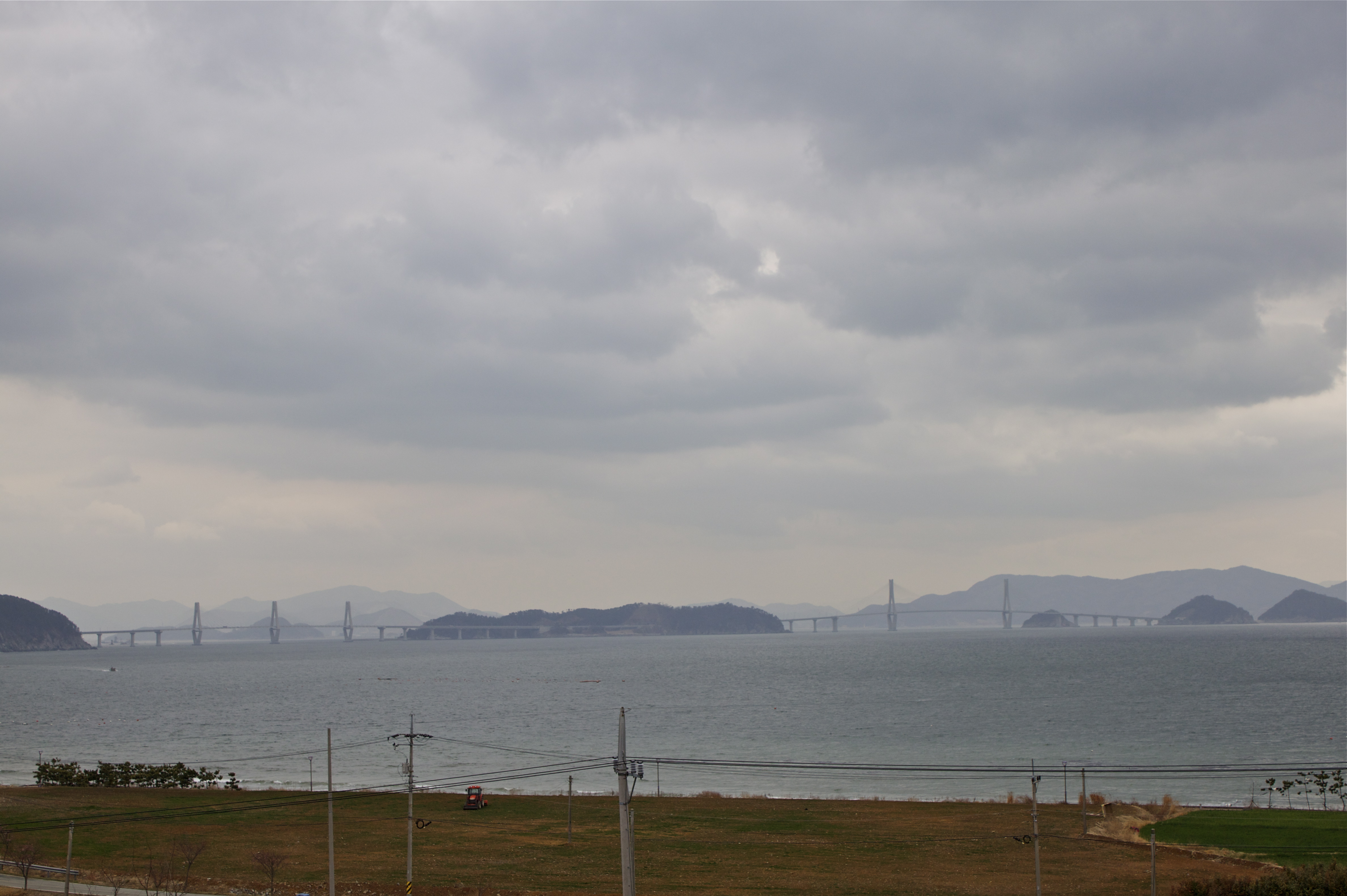
Panorama

## Verlauf und Teilbereiche
Die Busan-Geoje-Brücke ersetzt sowohl eine dreieinhalbstündige Reise auf Umgehungsstraßen als auch eine zweistündige Überfahrt mit einer Fähre. Die Route über die Brücke verkürzt die Reisezeit von Busan nach Geoje und umgekehrt auf jeweils etwa vierzig Minuten.

### Gesamtverlauf
Die Busan-Geoje-Brücke ist in mehrere Bereiche unterteilt. Von der Insel Geoje aus führt sie zunächst über das Wasser bis zur unbewohnten Insel Jeo (Brücke 1), deren Berge durch einen Felsen-Tunnel durchquert werden. Hinter Jeo erstreckt sich ein weiterer Brückenabschnitt zu den unbewohnten Inseln Jungjuk and Daejuk (Brücke 2), deren Berge ebenfalls durch einen Felsen-Tunnel durchquert werden. Der weitere Verlauf führt durch einen Absenktunnel bis zum Endpunkt, der Gadeokdo-Halbinsel und weiter nach Busan.

### Erster Brückenteil
Der erste Brückenabschnitt erstreckt sich über eine Länge von 1,65 Kilometern und liegt 36 Meter über der Wasseroberfläche. Die Spannweite der Hauptpfeiler beträgt 230 Meter, die drei Pylone erreichen eine Höhe von 102 Metern.

### Zweiter Brückenteil
Die Brücke hinter zwischen den Inseln Jungjuk und Jeo hat eine Länge von 1,87 Kilometern, ist leicht gebogen und liegt maximal 52 Meter über der Wasseroberfläche. Die Spannweite der Hauptpfeiler beträgt 475 Meter, die zwei Pylone erreichen eine Höhe von 158 Metern.

### Unterwassertunnel
Hinter der Insel Daejuk geht die Brücke in einen 3,24 Kilometer langen Absenktunnel über, der auf Gadeokdo das Festland erreicht. Anschließend verläuft die Straße oberirdisch weiter.  Unter Berücksichtigung seismologischer, geologischer, geodätischer, meteorologischer und strömungstechnischer Gesichtspunkte wurde die Tunnelröhre auf die Meeresboden-Lehmschicht aufgelegt und aus 18 vorgefertigten Betonelementen zusammengefügt.